# San Juan del Río, Querétaro
San Juan del Río là một đô thị thuộc bang Querétaro, México. Năm 2005, dân số của đô thị này là 208462 người.